# Honigsheide
Honigsheide war eine der Ortslagen und Hofschaften, die ab Ende des 19. Jahrhunderts in der expandierenden Stadt Ohligs aufgingen, die heute ein Stadtteil Solingens ist. 

## Lage und Beschreibung
Honigsheide lag als kleine Hofschaft an der heutigen Dunkelnberger Straße zwischen den beiden Höfen Potzhof im Norden und Dunkelnberg im Süden nahe der Straße Kiesbuckel. Das Gebiet um den einstigen Hof ist heute ein nahezu geschlossenes gründerzeitliches Wohnquartier zwischen der Landesstraße 288, der Bonner Straße, im Westen und den östlichen Ausläufern der Ohligser Heide, in dem der einstige Hof Honigsheide restlos aufgegangen ist. Benachbarte Ortslagen sind bzw. waren (von Nord nach West): Potzhof, Diepenbruch, Ohligs, Piepers, Anfang, Klein-Ohligs, Dunkelnberg, Pannenschoppen, Bauermannsheide und Brabant. 

## Geschichte
Das Gebiet westlich des heutigen Ohligser Stadtteilzentrums war noch am Ende des 19. Jahrhunderts nur locker durch einige Ortslagen und Hofschaften besiedelt, darunter auch Honigsheide, das sich westlich der ursprünglichen Hofschaft Ohligs befand und dessen Geschichte sich bis in das frühe 18. Jahrhundert zurückverfolgen lässt. Im Jahre 1715 ist der Ort in der Karte Topographia Ducatus Montani, Blatt Amt Solingen, von Erich Philipp Ploennies mit einer Hofstelle verzeichnet und als Honigsheid benannt. Der Ort gehörte zur Honschaft Schnittert innerhalb des Amtes Solingen. In der Topographischen Aufnahme der Rheinlande von 1824 und der Preußischen Uraufnahme von 1844 ist der Ort jeweils unbenannt verzeichnet. Die Topographische Karte des Regierungsbezirks Düsseldorf von 1871 zeigt in der Umgebung von Honigsheide mehrere unbenannte Orte.
1815/16 lebten 19, im Jahr 1830 22 Menschen im als Etablissement bezeichneten Wohnplatz. 1832 war der Ort weiterhin Teil der Honschaft Schnittert innerhalb der Bürgermeisterei Merscheid, dort lag er in der Flur III. Ohligs. Der nach der Statistik und Topographie des Regierungsbezirks Düsseldorf als Hofstadt kategorisierte Ort besaß zu dieser Zeit drei Wohnhäuser und zwei landwirtschaftliche Gebäude mit 14 Einwohnern, davon vier katholischen und zehn evangelischen Bekenntnisses. Die Gemeinde- und Gutbezirksstatistik der Rheinprovinz führt den Ort 1871 mit drei Wohnhäusern und 18 Einwohnern auf. Im Gemeindelexikon für die Provinz Rheinland von 1888 werden vier Wohnhäuser mit 39 Einwohnern angegeben.
Nach Gründung der Mairien und späteren Bürgermeistereien Anfang des 19. Jahrhunderts gehörte Honigsheide zur Bürgermeisterei Merscheid, die 1856 zur Stadt erhoben und im Jahre 1891 in Ohligs umbenannt wurde.
Dem war 1867 die Eröffnung eines Bahnhofes auf freiem Feld bei Hüttenhaus vorausgegangen, des Bahnhofes Ohligs-Wald, der heute den Namen Solingen Hauptbahnhof trägt. Die nahegelegene größere Hofschaft Ohligs gewann an Bedeutung und entwickelte sich infolge der Nähe zu dem Bahnhof zu einem der Siedlungszentren in der Stadt Merscheid. Viele umliegende Ortslagen und Hofschaften verloren ihre solitäre Lage und gingen in der sich ausbreitenden geschlossenen gründerzeitlichen Bebauung der Stadt vollständig auf.:113 So auch Honigsheide, das noch in der Preußischen Neuaufnahme von 1893 als Honigsheide in Einzellage verzeichnet ist, aber in der Hofacker-Karte von 1898 mit den Nachbarorten Potzhof und Dunkelnberg zusammengewachsen ist. Als Ortsbezeichnung wird nur noch Dunkelnberg angegeben.
Mit der Städtevereinigung zu Groß-Solingen im Jahre 1929 wurde der Ort nach Solingen eingemeindet. Die Ortsbezeichnung erscheint nach 1929 nicht mehr im amtlichen Stadtplan, wird aber auf topographischen Karten teilweise noch bis zum Jahr 1970 aufgeführt. Sie ist jedoch heute kaum noch gebräuchlich.